# David Elm
David Elm (né le 10 janvier 1983 à Broakulla) est un footballeur suédois jouant pour l'équipe de l'IF Elfsborg. Ce joueur évolue comme attaquant de soutien. Ses deux frères, Viktor Elm et Rasmus Elm, sont également footballeurs professionnels.

## Carrière
- 2004-2006 :  Falkenbergs FF
- 2006-2009 :  Kalmar FF
- 2009-jan.2011 :  Fulham FC
- jan.2011-..... :  IF Elfsborg

## Palmarès
- Kalmar FF
  - Vainqueur du Championnat de Suède : 2008
  - Vainqueur de la Coupe de Suède : 2007
  - Vainqueur de la Supercoupe de Suède : 2008

- IF Elfsborg
  - Vainqueur du Championnat de Suède : 2012